# Ljudi znojnych strastej
Ljudi znojnych strastej (Люди знойных страстей) è un film del 1917 diretto da Vjačeslav Kazimirovič Viskovskij e Arkadij Šifman.